# ناطوري كارتا
ناطوري كارتا (آرامية «נטורי קרתא أي حارس المدينة» ; العبرية "שׁוֹמְרֵי הָעִיר") هي حركة يهودية حريدية ترفض الصهيونية بكل أشكالها وتعارض وجود دولة إسرائيل. تعدادهم يقارب 5000 موجودون في القدس ولندن ونيويورك.
جماعة دينية يهودية تم تأسيسها في سنة 1935، تعارض هذه المجموعة الصهيونية وتنادي بخلع أو إنهاء سلمي للكيان الإسرائيلي، وإعادة الأرض إلى الفلسطينيين.
حيث أنها تقتنع بأن اليهود يُمنعون من الحصول على دولة خاصة بهم حتى مجيء المسيح، يتمركز أتباع هذه الجماعة في القدس ولندن ونيويورك، المعنى الحرفي لأسمهم هو حراس المدينة.

## المعتقدات
يركز أتباع هذا المذهب على الأدب الحاخامي والذي ينص على أنه وبسبب خطايا اليهود فإنه تم طردهم من أرض إسرائيل، كما أنهم يعتبروا بناءً على التلمود البابلي بأن أي محاولة لاسترداد أرض إسرائيل بالقوة هي مخالفة للإرادة الإلهية، ويعتقدون بأن إعادة «دولة» إسرائيل ستتم فقط عندما يأتي المسيح، أقر الحاخام موشيه هيرش بأن الرئيس الفلسطيني ياسر عرفات هو القائد الشرعي والقانوني دولة فلسطين، والتي تشمل ما يعرف ب«دولة» إسرائيل.

## التاريخ

شعار "لا لدولة إسرائيل" تستعمل كثيراً من قبل الأعضاء ناطوري كارتا.

معظم أتباع هذه الطائفة ينحدرون من أصول مجرية والذين استقروا في المدينة القديمة للقدس في بداية القرن التاسع عشر، وكذلك من اليهود الليتوانيين الذين كانوا طلاب هناك.
كانت هذه الطائفة مخالفة للسياسات الجديدة المنبثقة عن الصهيونية والتي كانت تهدف إلى تحقيق سيادة لليهود على أرض فلسطين (توضيح) التي كانت تحت الحكم العثماني.
كان من ضمن حججهم لمعارضة هذه الفكرة نقاشات تلمودية بخصوص مقاطع في التوراة والتي تتعلق باتفاقية ما بين إلههم والشعب اليهودي وأمم العالم والتي حدثت عندما تم نفي اليهود، نص الاتفاق على:
- أن اليهود يجب ألا يقوموا بالثورة على الشعوب غير اليهودية والتي منحتهم مأمن ومأوى، كما هو الحال في سماح الدولة العثمانية لهم بالوفود والإقامة في فلسطين وكذلك الأمر فيما يخص اتفاقية فيصل وايزمان.
- أنهم لا يجب أن يقوموا بهجرات جماعية إلى فلسطين (توضيح)، بالمقابل تنص الاتفاقية على أن الأمم غير اليهودية تعد بأن لا تضطهد اليهود بشكل قاسي.

معارضتهم لدولة إسرائيل والصهيونية استمرت تحت قيادة حاخامهم أمرام بلو، ترفض هذه الطائفة دفع الضرائب لدولة إسرائيل حيث أنهم لا يعترفون بها، وصل الأمر بهذه الطائفة إلى أنهم لا يقبلون لمس أي عملة ورقية أو نقدية تحمل صور وشعارات للصهيونية. لا يقترب أعضاء هذه الطائفة من حائط البراق حيث يعتقدوا بأنه تم تدنيسه من قبل الصهاينة ومصالحهم، مما يجدر ذكره أن زعيم هذه الطائفة خدم كوزير لشؤون اليهود في عهد الرئيس الفلسطيني ياسر عرفات.
اشترك عضوان من هذه الطائفة بالصلاة على الرئيس الفلسطيني ياسر عرفات في باريس، فرنسا، كما اشترك الحاخام موشيه هيرش في جنازته.

أعضاء من يهود الناتوري كارتا خلال وجودهم في المؤتمر الدولي لمراجعة الرؤيا العالمية للهولوكوست.

## وصلات خارجية
- موقع الحركة الرسمي
- يهود يقترحون طريقة لإسقاط إسرائيل، الجزيرة نت، 5 يوليو 2009م
- منظمة ناطوري كارتا اليهودية، الجزيرة نت، 5 يوليو 2009م
- حركة ناطوري كارتا والصهيونية، الحاخام/ ديفيد وايس: الناطق الرسمي باسم حركة ناطورى كارتا، برنامج بلا حدود، قناة الجزيرة، 1 مايو 2002م
- ناطوري كارتا ومستقبل إسرائيل، الحاخام إزرائيل ديفد وايز الناطق الرسمي باسم جماعة ناطوري كارتا، برنامج بلا حدود، قناة الجزيرة،
- العربية نت: رفع علم فلسطين يتسبب باشتباك بالأيدي في عُرس يهودي متدين